# Јевтимије Велики
Свети Јевтимије (377 — 473), често називан Велики, је хришћански светитељ. Живео је у Палестини.
Јевтимије је рођен је у јерменском граду Мелитини (данашња Малатија) близу реке Еуфрата око 377. године. Био је јединац син, рођен, према црквеном предању, по молитви своје мајке Дионисије, која је имала „небеско виђење“ о Јефтимијевом рођењу. Од младости се подвизавао, најпре у близини свога града, а потом, пошто је посетио Јерусалим у двадесет деветој години живота, у пустињи између Јерусалима и Јерихона, названој Фаре. Проводио је дане и ноћи у молитви, унутрашњим богомислима, созерцању и телесном раду. Око њега су се сабрали многи ученици, од којих су неки славни светитељи, као: Киријак Отшелник, Сава Освећени, Теоктист и други. Према хришћанској традицији био је велики чудотворац: изгонио је демоне, лечио тешке болести, извео воду у пустињу, умножио хлеб, прорицао. Монахе је учио трудољубљу говорећи: „Ако ви без свога труда једете хлеб, значи ви једете туђи труд“. Кад су неки млађи монаси хтели да посте више од других, он им је то забранио и наредио да долазе за општу трпезу, да се не би погордили од сувишног поста. Још је говорио да није добро за монаха да прелази с места на место, јер: „Дрво које се често пресађује, не доноси плода“. Ко год жели да чини добро, може га чинити на оном месту где је. О љубави је говорио: „Што је со хлебу, то је љубав осталим врлинама“. Прве недеље Часног Поста он се удаљавао у пустињу и тамо остајао проводећи време у молитвама до пред Васкрс. За време његовог живота се у близини његове пећине створила велика лавра која је после вековима била пуна монаха. Последња му је заповест била, да се у манастиру држи гостољубље, и да капија манастира никад не буде затворена. Преминуо је 473. године у деведесет седмој години живота. На погребу му је био и патријарх јерусалимски Анастасије. Цео дан патријарх је чекао, док је огромна маса народа целивала светитеља, и тек увече је успео да доврше опело. Према хришћанском веровању седмога дана после смрти јавио се Јевтимије своме ученику Доментијану, сав светао и радостан.
Српска православна црква слави га 20. јануара по јулијанском (2. фебруара по грегоријанском) календару.